# Logodnicii din America
Logodnicii din America este un film românesc din 2007 regizat de Nicolae Mărgineanu. Rolurile principale au fost interpretate de actorii Maria Ploae, Tamara Crețulescu, Marcel Iureș, Horațiu Mălăele.

## Distribuție
Distribuția filmului este alcătuită din:
- Monica Ghiuță — Eliza
- Maria Ploae — Sanda
- Marcel Iureș — Radu
- Horațiu Mălăele — Villy
- Cornel Scripcaru — Oiță
- Andrei Runcanu — Petru
- Oana Maria Mărgineanu — Irina
- Tamara Crețulescu — Maria

## Primire
Filmul a fost vizionat de 1.343 de spectatori în cinematografele din România, după cum atestă o situație a numărului de spectatori înregistrat de filmele românești de la data premierei și până la data de 31 decembrie 2014 alcătuită de Centrul Național al Cinematografiei.